# Circles (chanson de George Harrison)
 (juillet 2025).
Si vous disposez d'ouvrages ou d'articles de référence ou si vous connaissez des sites web de qualité traitant du thème abordé ici, merci de compléter l'article en donnant les références utiles à sa vérifiabilité et en les liant à la section « Notes et références ».
Circles est une chanson du musicien anglais George Harrison, sortie en tant que morceau de clôture de son album Gone Troppo de 1982. Traitant de la réincarnation, Harrison écrit la chanson en Inde en 1968 au moment où les Beatles étudiaient la méditation transcendantale avec Maharishi Mahesh Yogi.

## Historique

### Contexte de création
George Harrison écrit la chanson lors du séjour des Beatles en Inde en 1968 qui avait pour but d'étudier la méditation transcendantale avec Maharishi Mahesh Yogi. La composition, qui traite de la réincarnation, reflète l’aspect cyclique de l’existence humaine puisque, selon la doctrine hindoue, l’âme continue de passer d’une vie à l’autre. À l'instar de sa chanson The Inner Light, il fait référence au Dao de jing en citant le chapitre 56 du livre de Lao Tseu : « He who knows does not speak / He who speaks does not know » (« Celui qui sait ne parle pas / Celui qui parle ne sait pas »).
Bien que les Beatles ne l'aient jamais enregistré officiellement, Circles fait partie des démos que le groupe a réalisées chez Harrison dans son domaine de Kinfauns (en) à Esher en mai 1968, alors qu'ils répétaient du matériel pour l'album The Beatles (l'« Album blanc »). En novembre 2018, cet enregistrement sort avec tous les autres sur le disque bonus Esher Demos de l'édition du 50e anniversaire de cet album double.
En 1979, Harrison revisite Circles lors des séances de son album homonyme puis finalise l'enregistrement pour Gone Troppo. Seul le premier couplet et le pont de la démo de 1968 sont retenus pour la version définitive. Au cours de cette période, Harrison réduit la spiritualité dans son travail et commence à s'éloigner de l'industrie musicale pour s'engager dans une carrière de producteur de films avec sa société HandMade Films.

### Enregistrement
La chanson est produite par Harrison, Ray Cooper et l'ancien ingénieur du son des Beatles Phil McDonald (en), l'enregistrement a lieu à son propre studio de Friar Park, son nouveau domaine depuis 1970, entre mai et août 1982. La chanson présente une utilisation intensive de claviers et de synthétiseurs, avec Billy Preston, Jon Lord et Mike Moran parmi les musiciens contributeurs.

### Réception
Chanson lente et méditative, Circles reçoit des réactions variées de la part des critiques. Alors que certains la trouvent trop sombre, d'autres reconnaissent ce morceau comme un point culminant d'un album généralement négligé. Aux États-Unis, en février 1983, elle est publiée comme face B à I Really Love You, le deuxième single de l'album.

## Personnel
D'après les crédits du CD Gone Troppo et Simon Leng :
- George Harrison – chant, basse, synthétiseur, guitares slide, chœurs
- Billy Preston – orgue, piano
- Mike Moran – synthétiseur
- Jon Lord – synthétiseur
- Henry Spinetti – batterie
- Ray Cooper – percussions

Version des Beatles
- George Harrison – chant, orgue